# Roșii (film)
Roșii (în engleză Reds) este un film epic din 1981 care a fost scris, produs și regizat de Warren Beatty, rolul principal revenindu-i tot lui. Filmul se bazează pe viața lui John Reed, revoluționar comunist, jurnalist și scriitor care a dezbătut Revoluția Rusă din 1917 în cartea sa Ten Days that Shook The World. Beatty are rolul principal în film jucând alături de Diane Keaton și Jack Nicholson. 
Dintre actorii secundari ai peliculei fac parte Edward Herrmann, Jerzy Kosinski, Paul Sorvino, Maureen Stapleton, Gene Hackman, Ramon Bieri, Nicolas Coster și M. Emmet Walsh. Filmul cuprinde de asemenea interviuri cu „mărturii” ale activistului de 98 de ani Scott Nearing, autoarea Dorothy Frooks, reporterul și autorul George Seldes și cu scriitorul american Henry Miller, pentru a numi doar câțiva. Beatty a câștigat Premiul Oscar pentru cel mai bun regizor. Roșii a fost nominalizat și la categoria Cel mai bun film, dar a pierdut în fața filmului Carele de foc.
În iunie 2008, Institutul American de Film a publicat seria „Ten Top Ten” - cele mai bune zece filme a zece genuri americane „clasice”. Roșii a ocupat locul 9 la categoria cel mai bun film epic.

## Distribuție
- Warren Beatty - John Silas "Jack" Reed
- Diane Keaton - Louise Bryant
- Edward Herrmann - Max Eastman
- Jerzy Kosiński - Grigori Zinoviev
- Jack Nicholson - Eugene O'Neill
- Paul Sorvino - Louis C. Fraina
- Maureen Stapleton - Emma Goldman
- Nicolas Coster - Paul Trullinger
- William Daniels - Julius Gerber
- M. Emmet Walsh - Liberal Club Speaker
- Ian Wolfe - Mr. Partlow
- Bessie Love - Mrs. Partlow
- Max Wright - Floyd Dell
- George Plimpton - Horace Whigham
- Harry Ditson - Maurice Becker
- Leigh Curran - Ida Rauh
- Kathryn Grody - Crystal Eastman
- Dolph Sweet - Big Bill Haywood
- Gene Hackman - Pete Van Wherry
- Nancy Duiguid - Jane Heap
- Dave King - Allan L. Benson
- Roger Sloman - Vladimir Lenin
- Stuart Richman - Lev Davidovici Troțki
- Oleg Kerensky - Alexander Kerensky
- John J. Hooker - Senator Overman
- Jan Tříska - Karl Radek
- R. G. Armstrong - Government Agent
- Åke Lindman – escorta scandinavă

## Legături externe
- Roșii la Internet Movie Database